# Lukáš Janota
Lukáš Janota (* 4. říjen 1983 Gottwaldov) je český divadelní a filmový herec. Jako malý si zahrál ve filmech Potkal jsem ho v zoo, Artuš, Merlin a Prchlíci a v seriálu Medvědi nic nevědí. Jeho manželkou je herečka Svetlana Janotová.
V roce 2009 vystudoval muzikálové herectví na Divadelní fakultě Janáčkovy akademie múzických umění v Brně. Od 1. prosince 2009 je členem muzikálového souboru Městského divadla Brno.

## Filmografie

### Filmy
- Potkal jsem ho v zoo (1994)
- Artuš, Merlin a Prchlíci (1995)
- Přání Ježíškovi (2021)

### Seriály
- Medvědi nic nevědí (1994)
- Ordinace v růžové zahradě (2005)
- Pálava (2022)
- Sex O'Clock (2023)

## Role v MdB
- Northbrook, Valentýn – Mary Poppins
- Swing – Sugar! (Někdo to rád horké)
- seržant Fogarty – Chicago
- Zvíře – Kráska a zvíře
- Wolfgang Mozart – Mozart!
- Lord Savage – Jekyll a Hyde
- Don Sancho – Cid
- Swing – Divá Bára
- Seymour – Kvítek z horrroru
- Eddie – Pokrevní bratři
- Diego/Zorro – Zorro
- Jimmy – Flashdance (muzikál)
- Malcolm McGregor – Donaha!
- Nemotorus – Let snů LILI
- Pan Wormwood – Matilda
- Edward Bloom – Big Fish (Velká ryba)